# تيديان تال
تيديان تال (بالفرنسية: Amadou Tidiane Tall)‏ (22 يونيو 1975 بوركينا فاسو - ) هو لاعب كرة قدم باركينسي، يلعب كلاعب وسط، شارك في كأس الأمم الأفريقية 2004.

## روابط خارجية
- تيديان تال على موقع قاعدة بيانات كرة القدم.إي يو (الإنجليزية)
- تيديان تال على موقع ناشيونال فوتبول تيمز (الإنجليزية)